# スーパー・バリュー/浜田麻里
『スーパー・バリュー/浜田麻里』（スーパー・バリュー/はまだまり）は、浜田麻里の非監修ベスト・アルバム。ユニバーサルポリドールから2001年12月19日に発売された。
ユニバーサルミュージックからリリースされたベスト・アルバム『スーパー・バリュー』シリーズの一つで、ビクター音楽産業／InvitationとMCAビクターから発表した1988年から1994年までの楽曲が収録されたベスト・アルバムで、シングル「Cry For The Moon」は、ベスト・アルバム『INCLINATION』（1994年）のストリングスバージョンが収録されている。

## ディスクジャケット
ディスクジャケットは、シングル「Hey Mr.Broken Heart」（1996年）を流用している。

## 収録曲
| 全作詞: 浜田麻里。 |                                               |           |           |                                                             |      |
| #                  | タイトル                                      | 作詞      | 作曲      | 編曲                                                        | 時間 |
| 1.                 | 「Call My Luck」                              | 浜田麻里  | 大槻啓之  | GREG EDWARD TOM KEANE H.M. PROJECT                          | 3:50 |
| 2.                 | 「Return to Myself 〜しない、しない、ナツ。」 | 浜田麻里  | 大槻啓之  | GREG EDWARD TOM KEANE H.M. PROJECT                          | 4:31 |
| 3.                 | 「Paradox」                                   | 浜田麻里  | 増崎孝司  | 増崎孝司 浜田麻里                                           | 5:14 |
| 4.                 | 「Nostalgia」                                 | 浜田麻里  | 増崎孝司  | GREG EDWARD JEFF DANIEL H.M. PROJECT                        | 4:12 |
| 5.                 | 「Heart and Soul」                            | 浜田麻里  | 大槻啓之  | 大槻啓之                                                    | 4:51 |
| 6.                 | 「Cry For The Moon」                          | 浜田麻里  | 大槻啓之  | 金子飛鳥                                                    | 7:34 |
| 7.                 | 「Precious Summer」                           | 浜田麻里  | 織田哲郎  | 増崎孝司 増田隆宣 大槻啓之 浜田麻里 REG EDWARD RANDY KERBER | 3:52 |
| 8.                 | 「Open Your Heart」                           | 浜田麻里  | 大槻啓之  | GREG EDWARD RANDY KERBER H.M. PROJECT                       | 5:22 |
| 9.                 | 「Heaven Knows」                              | 浜田麻里  | 大槻啓之  | GREG EDWARD TOM KEANE 大槻啓之                              | 4:17 |
| 10.                | 「Forever」                                   | 浜田麻里  | 大槻啓之  | 大槻啓之                                                    | 4:02 |
| 合計時間:          | 合計時間:                                     | 合計時間: | 合計時間: | 47:45                                                       |      |

## リリース日一覧
| 地域 | リリース日     | レーベル               | 規格 | 規格品番  | 概要                           | 順位 |
| ---- | -------------- | ---------------------- | ---- | --------- | ------------------------------ | ---- |
| 日本 | 2001年12月19日 | ユニバーサルポリドール | CD   | UUCH-8001 | 『スーパー・バリュー』シリーズ | -    |